# The Chronological Classics: Count Basie and His Orchestra 1939
| Recensione | Giudizio |
| ---------- | -------- |
| AllMusic   | [ 1 ]    |

The Chronological Classics: Count Basie and His Orchestra 1939 è una Compilation del pianista e caporchestra jazz statunitense Count Basie, pubblicato dall'etichetta discografica francese Classics Records nel 1990.

## Tracce
1. Fare Thee Honey, Fare Thee Well – 3:04 (Jamie Alston) – Registrato il 26 gennaio 1939 a New York
2. Dupree Blues – 3:04 (Georgia White) – Registrato il 26 gennaio 1939 a New York
3. When the Sun Goes Down – 2:55 (Leroy Carr) – Registrato il 26 gennaio 1939 a New York
4. Red Wagon – 2:54 (Richard Marigny Jones) – Registrato il 26 gennaio 1939 a New York
5. You Can Depend on Me – 3:07 (Charles Carpenter, Louis Dunlop, Earl Hines) – Registrato il 2 febbraio 1939 a New York
6. Cherokee - Part I – 3:03 (Ray Noble) – Registrato il 3 febbraio 1939 a New York
7. Cherokee - Part II – 2:58 (Ray Noble) – Registrato il 3 febbraio 1939 a New York
8. Blame It On My Last Affair – 2:42 (Henry Nemo, Irving Mills) – Registrato il 3 febbraio 1939 a New York
9. Jive at Five – 2:46 (Harry Sweets Edison) – Registrato il 4 febbraio 1939 a New York
10. Thursday – 3:10 (Louis Haber, Irvin Graham, Dorothy Sachs) – Registrato il 4 febbraio 1939 a New York
11. Evil Blues – 3:12 (Count Basie) – Registrato il 4 febbraio 1939 a New York
12. Oh! Lady, Be Good – 3:07 (Ira Gershwin, George Gershwin) – Registrato il 4 febbraio 1939 a New York
13. I Ain't Got Nobody – 2:53 (Roger A. Graham, Spencer Williams) – Registrato il 13 febbraio 1939 a New York
14. Going to Chicago – 3:04 (Jimmy Rushing, Count Basie) – Registrato il 13 febbraio 1939 a New York
15. Live and Love Tonight – 3:03 (Arthur Johnston, Sam Coslow) – Registrato il 13 febbraio 1939 a New York
16. Love Me or Leave Me – 2:29 (Gus Kahn, Walter Donaldson) – Registrato il 13 febbraio 1939 a New York
17. What Goes Up Must Come Down – 2:44 (Ted Koehler, Rube Bloom) – Registrato il 19 marzo 1939 a New York
18. Rock-A-Bye Basie – 3:00 (Count Basie, Lester Young) – Registrato il 19 marzo 1939 a New York
19. Baby, Don't Tell on Me – 2:50 (Lester Young, Count Basie, Jimmy Rushing) – Registrato il 19 marzo 1939 a New York
20. If I Could Be with You One Hour Tonight – 2:57 (Henry Creamer, James P. Johnson) – Registrato il 19 marzo 1939 a New York
21. Taxi War Dance – 2:47 (Count Basie, Lester Young) – Registrato il 19 marzo 1939 a New York
22. Don't Worry About Me – 2:45 (Ted Koehler, Rube Bloom) – Registrato il 20 marzo 1939 a New York
23. Jump for Me – 3:08 (Count Basie) – Registrato il 20 marzo 1939 a New York

## Musicisti
Fare Thee Honey, Fare Thee Well / Dupree Blues / When the Sun Goes Down / Red Wagon
- Count Basie - pianoforte
- Freddy Green - chitarra
- Walter Page - contrabbasso
- Joe Jones - batteria

You Can Depend on Me

(Count Basie and His Orchestra)
- Count Basie - pianoforte, direttore orchestra
- Jimmy Rushing - voce
- Shad Collins - tromba
- Lester Young - sassofono tenore
- Freddy Green - chitarra
- Walter Page - contrabbasso
- Joe Jones - batteria

Cherokee - Part I / Cherokee - Part II / Blame It On My Last Affair

(Count Basie and His Orchestra)
- Count Basie - pianoforte, direttore orchestra
- Buck Clayton - tromba
- Ed Lewis - tromba
- Harry Sweets Edison - tromba
- Shad Collins - tromba
- Dicky Wells - trombone
- Benny Morton - trombone
- Dan Minor - trombone
- Earl Warren - sassofono alto
- Jack Washington - sassofono alto, sassofono baritono
- Chu Berry - sassofono tenore
- Lester Young - sassofono tenore
- Freddy Green - chitarra
- Walter Page - contrabbasso
- Joe Jones - batteria
- Helen Humes - voce (brano: Blame It on My Last Affair)
- Jimmy Mundy - arrangiamenti (brani: Cherokee - Part I e Cherokee - Part II)

Jive at Five / Thursday / Evil Blues / Oh! Lady, Be Good
- Count Basie - pianoforte, direttore orchestra
- Count Basie -
- Buck Clayton - tromba
- Ed Lewis - tromba
- Harry Sweets Edison - tromba
- Shad Collins - tromba
- Dicky Wells - trombone
- Benny Morton - trombone (eccetto nel brano: Jive at Five)
- Dan Minor - trombone (eccetto nel brano: Jive at Five)
- Earl Warren - sassofono alto (eccetto nel brano: Jive at Five)
- Jack Washington - sassofono alto, sassofono baritono
- Chu Berry - sassofono tenore (eccetto nel brano: Jive at Five)
- Lester Young - sassofono tenore
- Freddy Green - chitarra
- Walter Page - contrabbasso
- Joe Jones - batteria
- Helen Humes - voce (brano: Thursday)
- Jimmy Rushing - voce (brano: Evil Blues)

I Ain't Got Nobody / Goin' to Chicago / Live and Love Tonight / Love Me or Leave Me

(Basie's Bad Boys)
- Count Basie - direttore orchestra
- Count Basie - pianoforte (brani: I Ain't Got Nobody e Love Me or Leave Me)
- Count Basie - organo (brani: Goin' to Chicago e Live and Love Tonight)
- Buck Clayton - tromba
- Shad Collins - tromba
- Dan Minor - trombone
- Lester Young - sassofono tenore
- Freddy Green - chitarra
- Walter Page - contrabbasso
- Joe Jones - batteria
- Jimmy Rushing - voce (solo nel brano: Goin' to Chicago)

What Goes Up Must Come Down / Rock-A-Bye Basie / Baby, Don't Tell on Me / If I Could Be with You (One Hour Tonight) / Taxi War Dance

(Count Basie and His Orchestra)
- Count Basie - pianoforte, direttore orchestra
- Buck Clayton - tromba
- Buck Clayton - arrangiamenti (brano: If I Could Be with You (One Hour Tonight))
- Ed Lewis - tromba
- Harry Sweets Edison - tromba
- Shad Collins - tromba
- Dicky Wells - trombone
- Benny Morton - trombone
- Dan Minor - trombone
- Earl Warren - sassofono alto
- Jack Washington - sassofono alto, sassofono baritono
- Buddy Tate - sassofono tenore
- Lester Young - sassofono tenore
- Freddy Green - chitarra
- Walter Page - contrabbasso
- Joe Jones - batteria
- Helen Humes - voce (brano: If I Could Be with You (One Hour Tonight))
- Jimmy Rushing - voce (brano: Baby, Don't Tell on Me)

Don't Worry About Me / Jump for Me

(Count Basie and His Orchestra)
- Count Basie - pianoforte, direttore orchestra
- Buck Clayton - tromba
- Ed Lewis - tromba
- Harry Sweets Edison - tromba
- Shad Collins - tromba
- Dicky Wells - trombone
- Benny Morton - trombone
- Dan Minor - trombone
- Earl Warren - sassofono alto
- Jack Washington - sassofono alto, sassofono baritono
- Buddy Tate - sassofono tenore
- Lester Young - sassofono tenore
- Freddy Green - chitarra
- Walter Page - contrabbasso
- Joe Jones - batteria
- Helen Humes - voce (brano: Don't Worry About Me)
- Andy Gibson - arrangiamenti[2]